# Giorgio Vallortigara
Giorgio Vallortigara (Rovereto, 6 agosto 1959) è un neuroscienziato italiano.

## Biografia
Nel 1983 si è laureato in Psicologia sperimentale presso l'Università degli Studi di Padova con Mario Zanforlin, dove ha conseguito pure il dottorato di ricerca nel 1990. Nel 1991 è approdato all'Università del Sussex, vicino a Brighton, per svolgere un post-dottorato in Neurobiologia.
Vallortigara è stato il primo scienziato a fornire prove sulla lateralizzazione funzionale nel cervello degli uccelli; ha inoltre scoperto l'asimmetria cerebrale nei vertebrati inferiori, come pesci e anfibi. Molti suoi articoli sono stati pubblicati su Nature, Science, PNAS e Current Biology.
È stato direttore scientifico del Centro Interdipartimentale Mente e Cervello (CIMEC) dell'Università di Trento, fino alla prima metà del 2015.
Nel 2013 gli è stato conferito il Premio Ferrari Soave dall'Accademia delle Scienze di Torino per le scienze biologiche.
Si è particolarmente interessato alla cognizione numerica e alla predisposizione biologica al riconoscimento di agenti animati in vari modelli animali. In questi campi ha dato contributi originali e innovativi di grande rilevanza internazionale. Inoltre, ha trasferito i risultati delle sue "raffinate ricerche sperimentali ad una divulgazione di alto profilo".
Nel 2016 ha ricevuto il Premio Geoffroy Saint Hilaire per l'etologia della Società francese per lo studio del comportamento animale e una laurea honoris causa dall'Università della Ruhr a Bochum, in Germania.

## Premi
- 2006 - Premio Giovanni Maria Pace per la divulgazione scientifica promosso dalla SISSA di Trieste.[4]
- 2013 - Premio Ferrari Soave dell'Accademia delle Scienze di Torino[2]
- 2016 - Premio Geoffroy Saint Hilaire della Società francese per lo studio del comportamento animale.[5]

## Pubblicazioni
- L'evoluzione della lateralizzazione cerebrale, Padova, Cleup, 1994, ISBN 978-88-717-8368-0.
- Altre menti. Lo studio comparato della cognizione animale, Collana Saggi n.520, Bologna, Il Mulino, 2000, ISBN 978-88-150-7382-2; Collana Biblioteca Paperbacks, Il Mulino, 2022, ISBN 978-88-152-9953-6.
- Cervello di gallina. Visite (guidate) tra etologia e neuroscienze, Collana Saggi. Scienze, Torino, Bollati Boringhieri, Torino, 2005, ISBN 978-88-339-1610-1.
- Nati per credere, con V. Girotto e T. Pievani, Torino, Codice, 2008, ISBN 978-88-757-8110-1.
- La mente che scodinzola. Storie di animali e cervelli, Collana Scienze e Filosofia, Milano, Mondadori Università, 2011, ISBN 978-88-618-4191-8.
- Cervelli divisi. L'evoluzione della mente asimmetrica (Divided Brains. The Biology and Behaviour of Brain Asymmetries, 2013), con Lesley J. Rogers e Richard J. Andrew, Milano, Mondadori, 2016, ISBN
- Cervelli che contano, con Nicla Pancera, Collana Biblioteca Scientifica n.54, Milano, Adelphi, 2014, ISBN 978-88-459-2932-8.
- Piccoli equivoci tra noi animali. Siamo sicuri di capirci con le altre specie?, con Lisa Vozza, Bologna, Zanichelli, 2015.
- Da Euclide ai neuroni. La geometria nel cervello, Collana Irruzioni, Roma, Castelvecchi, 2017, ISBN 978-88-328-2186-4.
- Pensieri della mosca con la testa storta, Collana Animalia n.6, Milano, Adelphi, 2021, ISBN 978-88-459-3496-4.
- Lettere dalla fine del mondo. Dialogo tra uno scrittore che voleva essere uno scienziato e uno scienziato che voleva essere uno scrittore, con Massimiliano Parente, Milano, La nave di Teseo, 2021, ISBN 978-88-939-5090-9.
- Born Knowing, MIT Press, 2021.
- Il pulcino di Kant, Collana Biblioteca Scientifica n.70, Milano, Adelphi, 2023, ISBN 978-88-459-3814-6.